# Eye II Eye
Albums de Scorpions
Pure Instinct
(1996) Moment of Glory
(2000)
Eye II Eye est le quatorzième album du groupe allemand de hard rock Scorpions sorti en 1999. C'est le premier album (et même le seul jusqu'à présent) où Scorpions chante une chanson dans leur langue natale avec "Du Bist So Schmutzig". C'est également le premier album avec le batteur James Kottak, bien que celui-ci ait officiellement intégré le groupe en 1996, date de sortie de l'album précédent, Pure Instinct. Les chansons "Mysterious", "To Be No. 1", "10 Light Years Away", "Eye To Eye" et "Aleyah" ont donné lieu à des singles.
Eye II Eye est l'album le plus long du groupe. C'est aussi le plus singulier, alliant heavy metal (Mind Like a Tree, Aleyah) et ballades (Skywriter, Eye II Eye, A Moment in a Million Years) à un genre tout à fait nouveau pour Scorpions : l'électro-pop avec des boites à rythmes (Mysterious, To Be Number One, Freshly Squeezed, Yellow Butterfly).
Cet album, plus encore que Pure Instinct, est très mal reçu au sein des fans, ce qui ne rabaisse pas pour autant la cote de popularité du groupe.
Le titre éponyme Eye To Eye est dédié à la mémoire de Hugo Meine et Heinrich Schenker (les pères de Klaus et Rudolf).

## Liste des titres
| 1.    | Mysterious                  | 5:28 |
| 2.    | To Be No. 1                 | 3:57 |
| 3.    | Obsession                   | 4:09 |
| 4.    | 10 Light Years Away         | 3:52 |
| 5.    | Mind Like a Tree            | 5:34 |
| 6.    | Eye To Eye                  | 5:04 |
| 7.    | What U Give U Get Back      | 5:02 |
| 8.    | Skywriter                   | 4:55 |
| 9.    | Yellow Butterfly            | 5:44 |
| 10.   | Freshly Squeezed            | 3:58 |
| 11.   | Priscilla                   | 3:17 |
| 12.   | Du Bist So Schmutzig        | 3:55 |
| 13.   | Aleyah                      | 4:19 |
| 14.   | A Moment in a Million Years | 3:38 |
| 62:49 |                             |      |

## Formation
- Klaus Meine - Chant
- Rudolf Schenker - Guitare
- Matthias Jabs - Guitare
- James Kottak - Batterie
- Ralph Rieckermann - Basse